# Unternehmensphasen
Die Phasen eines Unternehmens prägen die genetische Gliederung der Betriebswirtschaftslehre. Sie können auch als Lebens- und Entwicklungsphasen bezeichnet werden. Nach diesem Gliederungskonzept, das von einem bestimmten „Lebenslauf eines Unternehmens“ ausgeht, wird die gesamte Lebensdauer eines Unternehmens in die Gründungs- oder Errichtungsphase, die Umsatz- oder Betriebsphase und die Auflösungs- oder Liquidationsphase eingeteilt, gelegentlich auch als Gründungs-, Entwicklungs- und Krisenphase bezeichnet.
Die einzelnen Phasen der Unternehmensentwicklung müssen in der betrieblichen Praxis nicht modellhaft verlaufen. So gibt es Fälle, in denen die Entwicklung von der Gründungsphase ohne Betriebsphase direkt in die Auflösungsphase übergeht.

## Gründungsphase
Die Gründungs- oder Errichtungsphase ist als Pionierphase die erste Phase eines Unternehmens. Unter einer Gründung ist die Errichtung eines funktionsfähigen Unternehmens in einer marktwirtschaftlichen Ordnung zu verstehen, wobei die zu verwirklichende Idee (u. U. Vision) des (der) Unternehmensgründer(s) am Anfang steht. In der Gründungsphase stehen folgende Entscheidungen der Unternehmensleitung im Vordergrund:
- Das Zielsystem als Gesamtheit der anzustrebenden Einzelziele, z. B. monetäre Ziele (Gewinn-, Umsatz- und Kostenziele) bzw. nichtmonetäre Ziele, wie beispielsweise die Vergrößerung des Marktanteils oder die Verbesserung der Produktqualität.
- Das Leistungsprogramm als Ausdruck und Rahmen des geplanten Leistungsangebots des Unternehmens, das je nach Branche variiert und beispielsweise Produktions-, Bank-, Versicherungs-, Handels- bzw. Verkehrsleistungen umfassen kann.
- Die Rechtsform als das «juristische Kleid» einer einzelnen Betriebswirtschaft, die beispielsweise ein Einzelunternehmen, eine Personengesellschaft, eine Kapitalgesellschaft oder eine sonstige Gesellschaft sein kann, z. B. eine Genossenschaft.
- Die Organisation als zu Beginn geplante, strukturiere Gesamtheit der Aufbauorganisation, die Aufgaben-, Kompetenz- und Verantwortungsbereiche abgrenzt, bzw. die geplante Ablauforganisation, welche auch als Prozessorganisation bezeichnet wird.

Darüber hinaus sind im Rahmen einer Gründung auch persönliche und sachliche Voraussetzungen zu beachten, erste Kontakte zu knüpfen, Aktionen zur Geschäftsentwicklung bzw. zur Firma und ihrer Eintragung in das elektronische Handelsregister vorzunehmen, Bankverbindungen zu eröffnen und Geschäftsräume mit den entsprechenden technischen Voraussetzungen anzumieten.

## Betriebsphase
Nach der Gründung kann sich ein Unternehmen in der Betriebsphase ganz unterschiedlich entwickeln. Die Unternehmensleitung hat hier umfassende Entscheidungen zu treffen, die sich auf die güter- und finanz- bzw. informationswirtschaftlichen Unternehmensprozesse beziehen. Als konkrete Aufgaben der Unternehmensleitung sind hier die Markterschließung, die Diversifikation, die Akquisition, die Kooperation mit anderen Unternehmen und Maßnahmen der Restrukturierung zu nennen, wie die Suche nach neuen Strategien bzw. Neugestaltung der Organisation.
Dabei sind die in der Gründungsphase getroffenen Entscheidungen nicht selten von der Unternehmensleitung zu revidieren oder zu ergänzen, weil ungeplante Einflussgrößen die Unternehmensentwicklung beeinflussen. Diese können unterschiedlicher Art sein. Sie können als positive Einflussgrößen auf die betriebliche Entwicklung einwirken, z. B. geringe Beschaffungskosten, erfreulich kurze Lieferzeiten, zunehmende Kaufkraft der Verbraucher, hohe betriebliche Liquidität und günstige Kreditbedingungen. 
Demgegenüber können negative Einflüsse dafür sorgen, dass ein Unternehmen in der Betriebsphase aus dem Gleichgewicht kommt, beispielsweise durch zu hohe Beschaffungspreise, sehr lange Lieferzeiten, beträchtliche Ausschussproduktion, zu geringes Eigenkapital und durch beträchtliche staatliche Auflagen. Diese Störgrößen des Unternehmensgeschehens können Unternehmenskrisen auslösen und ein Unternehmen in große Not bringen. 
Von Insolvenz wird gesprochen, wenn akute Zahlungsunfähigkeit eines Unternehmens eintritt (§ 17 InsO), die Zahlungsunfähigkeit droht (§ 18 InsO) bzw. eine Überschuldung gegeben ist (§ 19 InsO). Eine betriebliche Krise kann zur Gesundung oder zur Auflösung eines Unternehmens führen. In diesem Zusammenhang ist auf die Sanierung, das Insolvenzverfahren, den Insolvenzplan und auf die Liquidation hinzuweisen.

## Auflösungsphase
In der Auflösungs- oder Liquidationsphase als letzter Phase der betrieblichen Entwicklung findet die Veräußerung aller Vermögensteile eines Unternehmens statt. Bei Einzelunternehmen ist stattdessen auch die Überführung in das Privatvermögen möglich. Eine Veräußerung des Unternehmens als Ganzes, also eine Unternehmensübernahme, gehört dagegen nicht zur Auflösungs-, sondern zur Betriebsphase, da das Unternehmen rechtlich und tatsächlich weiter existiert.
Die Ursache für diese Entwicklung kann in der freiwilligen Auflösung (z. B. bei Erfüllung des Betriebszwecks, fehlender Nachfolger in Personengesellschaften usw.) oder durch eine zwangsweise Auflösung (z. B. infolge Zahlungsunfähigkeit) liegen. Mit der Auflösung wird der Erwerbstätigkeit des Unternehmens ein Ende gesetzt. Die Einzelveräußerung der Vermögensgegenstände hat zur Folge, dass das Unternehmen als organisatorische Einheit zerschlagen wird.
Nach den aktuell vorliegenden Forschungsergebnissen erreicht ein Großunternehmen in Deutschland im Durchschnitt eine Lebensdauer von 75 Jahren. Es gibt aber auch einzelne Unternehmen, die mehrere hundert Jahre alt sind.